# Winfried Bergkemper
Winfried Bergkemper (* 12. August 1949 in Lippstadt) ist ein deutscher Jurist. Er war von 2002 bis 2014 Richter am Bundesfinanzhof.

## Leben und Wirken
Bergkemper trat nach Abschluss seiner juristischen Ausbildung 1978 in den höheren Dienst der Finanzverwaltung der Oberfinanzdirektion Münster ein. 1984 wechselte er als Richter an das Finanzgericht Münster. 1992 und 1993 war er als wissenschaftlicher Mitarbeiter an den Bundesfinanzhof abgeordnet. Im Jahr 1999 ging Bergkemper an das Finanzgericht Cottbus. Dort wurde er im Oktober 1999 zum Vorsitzenden Richter ernannt. Bergkemper ist promoviert.
Nach seiner Ernennung zum Richter am Bundesfinanzhof im Oktober 2002 wies das Präsidium Bergkemper zunächst dem überwiegend für die Besteuerung von Einzelgewerbetreibenden sowie von Renten zuständigen X. Senat zu. Im Januar 2005 wechselte er in den VI. Senat, der für die Lohnsteuer zuständig ist. Am 30. November 2014 trat Bergkemper in den Ruhestand.